# Lufwanyama (Sambia)
Lufwanyama ist ein Ort in der Provinz Copperbelt in Sambia mit 4000 Einwohnern (Projektbericht 2004) am Fluss Lufwanyama. Er ist Sitz der Verwaltung des gleichnamigen Distrikts.

## Infrastruktur
Das wichtigste Transportmittel ist das Fahrrad. Lufwanyama hat Grund- und Sekundarschulen. Es gibt nur wenige, sehr kleine Krankenhäuser und ländliche Gesundheitsstationen.